# Janez Zalaznik
Janez Zalaznik, slovenski akademski slikar, * 1963, Ljubljana.
Janez Zalaznik se je rodil 1963 v Ljubljani, kjer se je po končani gimnaziji leta 1981 vpisal na Akademijo za likovno umetnost in oblikovanje v Ljubljani, smer slikarstvo in leta 1987 diplomiral pri Janezu Berniku. Od tega leta deluje kot samostojni kulturni delavec na področjih slikarstva, grafičnega oblikovanja (preko sto knjižnih oprem za založbe: Cankarjeva založba, Aleph, Emonica, FF in razne neodvisne založbe; oblikovanje revij Lucas in Likovne besede; logotipi raznih kulturnih društev in organizacij), likovne publicistike (Razgledi, Ampak) in pedagogike. Leta 2006 je pri JSKD izdal priročnik Dobre, umazane, prave – barva in struktura v slikarstvu od gotike do današnjih dni, leta 2007  priročnik Bilo je nekoč v XX. stoletju - iz oči v oči z modernim slikarstvom in leta 2009 priročnik Kako je umetnost izgubila nedolžnost - kolaž, asemblaž in fotomontaža v umetnosti XX. stoletja . Je član DSLU od 1987, član mednarodnega združenja Art Beyond Borders od 1999, član Mednarodnega združenja ustvarjalcev na področju računalniške grafike IACG od 2001.

## Samostojne razstave (izbor)
- 1983, Klub mladih, Maribor
- 1984, Dom kulture Studentski grad, Beograd (I. nagrada za najboljšo študentsko risbo); Razstavišče Avla, Maribor;
- 1985, Mala galerija, Sežana; Klub K4, Ljubljana;
- 1986, Ars, Ljubljana;
- 1988, ŠKUC, Ljubljana (z Aleksijem Kobalom);
- 1989, Jelovškova kapela, Ljubljana;
- 1991, Galerija Delavskega doma, Trbovlje (z Aleksijem Kobalom); KUD France Prešeren, Ljubljana (Ure geografije 1989-91);
- 1993, Likovna vitrina ZS Triglav, Nova Gorica;
- 1995, Galerija Šivceva hiša, Radovljica;
- 1996, Galerija 2, Vrhnika;
- 1997, Cour Saint Pierre, Pariz, Francija (samostojna razstava v okviru 7. Expo Festival d’Arts Plastiques); Institut Français (Francoski kulturni center Charles Nodier), Ljubljana;
- 1998, Galerija Kompas (Geografija jaza), Ljubljana;
- 2002, Galerija F. Bernik, Domžale;
- 2003, Galerija Delavski dom, Hrastnik;
- 2006, Galerija Mira Kranjca, Kosovelov dom, Sežana; Galerija MIK, Celje;
- 2008, Galerija TIR, Mostovna, Solkan; Razstavni prostor knjižnice P. Voranc, Ljubljana;
- 2009, Hotel Marita (Naslikano), Portorož; Galerija Kranjske hise (Skušnja(ve) Majhnih Slik), Kranj; Galerija 2, Vrhnika

## Skupinske razstave (izbor)
- 1999, Digitalna grafika na papirju, Mestna galerija, Ljubljana;
- 2000, Cultural Center Grillparzerhof, (ABB) Avstrija; Club der Begegnung - Ursulinenhof, (ABB) Linz, Avstrija; Galerie Augentrost (ABB) Duesseldorf, Nemčija; PIXXELPOINT - Mednarodni festival računalniske umetnosti, Nova Gorica, Slovenija;
- 2001, ARTFOR-FOCUM 2001, Rusija; Gallery of Generali Insurance Company (ABB), Linz, Avstrija; 6th Biennial of Drawing and Graphic Arts, Gyor, Madžarska; 4th Triennial of Small Graphics, Vilna, Litva; PIXXELPOINT - Nova Gorica, Slovenija; EurArt Millennium, Gorica, Italija;
- 2002, PIXXELPOINT - Nova Gorica, Slovenija (1. nagrada občinstva);
- 2003, Inter-Art - Aiud, Romunija; Kunstverein Erkelenz, (ABB) Erkelenz, Nemčija;
- 2004, Galerija Domzale, Domžale, Slovenija;
- 2005, Artist without borders - Paper no limit 1., Poljska; Artist without borders - Paper no limit 1., Slovaška;
- 2006, Artist without borders - Paper no limit 1., Nemčija;
- 2007, Vsak človek je kurator, Moderna galerija, Ljubljana, Slovenija;
- 2008, Trenta X trenta, Galleria Poliedro, Trst, Italija;
- 2009, Trenta X trenta, Galleria Poliedro, Trst, Italija;